# Monache maronite
Le maronite costituiscono una congregazione monastica di diritto pontificio.

## Storia

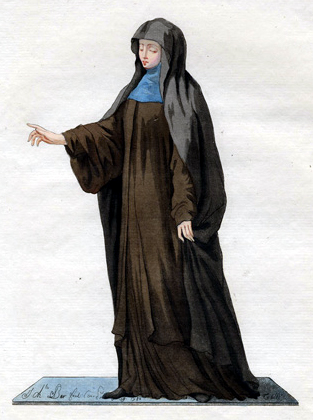
Monaca maronita in una illustrazione del 1779

Fino al XVII secolo i monasteri maroniti erano doppi e monaci e monache condividevano ambienti come la chiesa conventuale e il refettorio.
Per evitare disordini, il vescovo di Beirut 'Abdallah Qar'ali decise di destinare uno dei monasteri della sua diocesi, quello di Hrache, alle sole religiose e redasse per loro una regola in 12 capitoli promulgata nel 1725. La direzione spirituale delle monache e l'amministrazione dei loro beni fu affidata ai monaci antoniani.
Qarali propose la separazione delle comunità femminili dalle maschili nel concilio libanese riunito nel convento di Louaizé nel 1736 e tale progetto fu approvato.
Il primo monastero maronita esclusivamente femminile eretto fu quello di Mar Elias, seguito da quello di Mar Sassine a Baskinta, Mar Marone a Kounaitra di Bet Chabab, Mar Yousef a Gerabtah in Batrun e Saidat Hrache a Kasrawan: ogni casa era autonoma e poteva essere alle dipendenze del superiore generale degli antoniani, o del patriarca, o dell'ordinario diocesano.

## Attività e diffusione
Fino al 1948 le monache furono soggette a una stretta clausura e dedite esclusivamente alla vita contemplativa, poi si aprirono anche a opere di apostolato attivo aprendo collegi e scuole femminili.
L'unico monastero femminile maronita è quello di Herache, nel governatorato del Monte Libano.
Alla fine del 2011 le monache maronite erano 16.